# Caseolus
Caseolus (лат.) — род небольших наземных лёгочных улиток из семейства Geomitridae.
Название рода Caseolus означает «маленький сыр» из-за формы её раковины.

## Классификация
На декабрь 2018 года в род включают 13 видов:
- Caseolus abjectus (R. T. Lowe, 1831)
- Caseolus baixoensis Waldén, 1983
- Caseolus bowdichianus (A. Férussac, 1832)
- Caseolus calculus (R. T. Lowe, 1855)
- Caseolus commixtus (R. T. Lowe, 1855)
- Caseolus consors (R. T. Lowe, 1831)
- Caseolus hartungi (Albers, 1852)
- † Caseolus heberti (Deshayes, 1863)
- Caseolus innominatus (Gray, 1825)
- Caseolus leptostictus (R. T. Lowe, 1831)
- Caseolus punctulatus (G. B. Sowerby I, 1824)
- Caseolus setulosus (R. T. Lowe, 1831)
- Caseolus subcalliferus (Reeve, 1854)